# Věra Pospíšilová-Cechlová

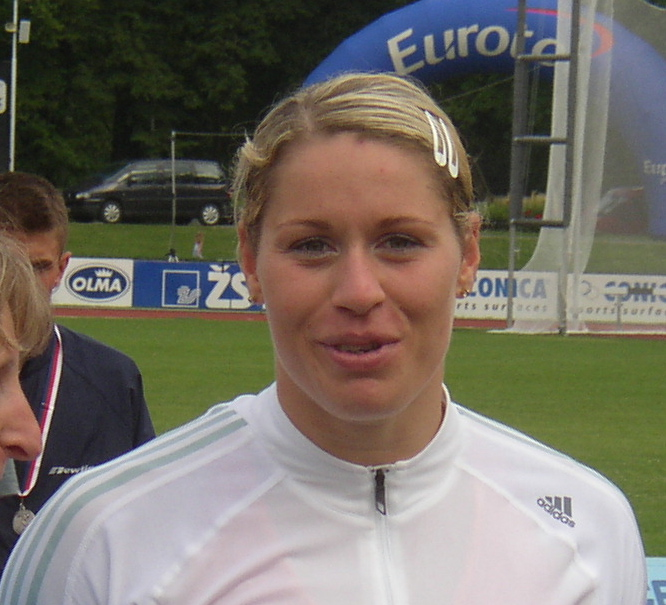
Věra Pospíšilová-Cechlová

Věra Pospíšilová-Cechlová (anhörenⓘ; * 19. November 1978 in Litoměřice) ist eine ehemalige tschechische Diskuswerferin. 
Bei den Weltmeisterschaften 2001 in Edmonton wurde sie Sechste und bei den Europameisterschaften 2002 in München Vierte. Einem fünften Platz bei den Weltmeisterschaften 2003 in Paris/Saint-Denis folgte die nachträglich zuerkannte Bronzemedaille bei den Olympischen Spielen 2004 in Athen.
Bei den Weltmeisterschaften 2005 in Helsinki gewann sie hinter Franka Dietzsch und Natalja Sadowa die Bronzemedaille.
Bei den Europameisterschaften 2006 in Göteborg wurde sie Siebte, bei den Weltmeisterschaften 2007 in Osaka schied sie in der Qualifikation aus.
Věra Pospíšilová-Cechlová hatte bei einer Größe von 1,78 m ein Wettkampfgewicht von 78 kg. Sie ist seit dem 17. Oktober 2003 mit dem tschechischen Ringer Jakub Cechl verheiratet. 

## Bestleistungen
- Diskuswurf: 67,71 m, 6. Juli 2003, Rethymno
- Kugelstoßen: 16,92 m, 30. Juni 2001, Jablonec